# Cung Lâm Na
Cung Lâm Na (tiếng Trung: 龚琳娜; sinh ngày 1 tháng 8 năm 1975) là một ca sĩ người Trung Quốc. Phong cách của bà là sự kết hợp giữa "nhẹ nhàng" và "khí" truyền thống trong giai điệu truyền thống hàng thế kỷ với ca từ mới. Bà đã biểu diễn nhiều tác phẩm do chồng sáng tác, nhà soạn nhạc người Đức Robert Zollitsch, người được biết đến với tên tiếng Trung Quốc là Lão La (老锣), sáng tác hoặc phối khí với nhạc sĩ fado người Bồ Đào Nha António Chainho.
Kể từ năm 2002, Cung Lâm Na và Zollitsch đã thực hiện các chuyến đi thực tế đến các tỉnh như Quý Châu, Thiểm Tây và Phúc Kiến để tìm hiểu và bảo tồn âm nhạc dân gian địa phương.

## Đầu đời và giáo dục
Cung Lâm Na sinh ra ở Quý Dương, Quý Châu, vào ngày 1 tháng 8 năm 1975. Năm 1992, bà đăng ký học tại trường Trung học trực thuộc Nhạc viện Trung Quốc, nơi bà học thanh nhạc quốc gia dưới sự chỉ đạo của Zou Wenqin. Sau khi tốt nghiệp trung học, bà được nhận vào Nhạc viện Trung Quốc.

## Bài hát
Bài hát Thấp thỏm của bà (tiếng Trung: 忐忑; bính âm: tǎntè; nghĩa đen 'Uneasy') là một bài hát kết hợp không lời với nhịp độ nhanh, sử dụng nhiều giọng chuẩn khác nhau từ kinh kịch Trung Quốc cùng với sự kết hợp các nhạc cụ truyền thống của Trung Quốc. Sau khi Cung Lâm Na biểu diễn ca khúc này trong buổi hòa nhạc mừng năm mới 2010 của Đài truyền hình Hồ Nam, bài hát nhanh chóng lan truyền tại Trung Quốc như một hiện tượng mạng, được đặt biệt danh là "Divine Comedy". Bài hát cũng đã được lan truyền trong cộng đồng Tamil ở miền nam Ấn Độ vì Ayyo trong tiếng Tamil là tên của Chúa tể Thần chết, Yama.
Năm 2013, bà tham gia chương trình truyền hình sản xuất ở Giang Tô có tên All-Star Wars (全能星战). Zollitsch cũng tham gia với tư cách là nhà tài trợ của bà. Màn trình diễn đầu tiên của bà là phiên bản rock của một bản pop ballad cổ điển dựa trên bài thơ cổ, " Wish We Last Forever ", nhưng phần diễn giải này bị cho là không đủ tôn nghiêm và nhận được điểm thấp nhất. Tuy nhiên, các buổi biểu diễn sau đó của bà đã được đón nhận rất nồng nhiệt, bao gồm một bài hát dân gian Vân Nam "Dòng Suối Róc Rách" (小河淌水) và một bản hòa tấu opera của "Thấp thỏm".

## Đời tư
Tháng 4 năm 2002, Cung Lâm Na gặp nhà soạn nhạc người Đức Robert Zollitsch tại Bắc Kinh. Họ kết hôn tại Quý Dương, Quý Châu năm 2004. Cặp đôi có hai con trai.